# Torrepadre
Torrepadre est une commune d'Espagne dans la communauté autonome de Castille-et-León, province de Burgos. Elle s'étend sur 28,56 km2 et comptait environ 86 habitants en 2011.